# Giovanna Blanco
Giovanna José Blanco Bazon (El Tigre, 18 de desembre de 1982) és una esportista veneçolana que va competir en judo, guanyadora d'una medalla als Jocs Panamericans de 2003, i set medalles al Campionat Panamericà de Judo entre els anys 2000 i 2008.
Va participar en dos Jocs Olímpics d'Estiu els anys 2004 i 2012, la seva millor actuació va ser un setè lloc assolit a Atenes 2004 en la categoria de +78 kg.

## Palmarès internacional
| Jocs Panamericans    | Jocs Panamericans                     | Jocs Panamericans | Jocs Panamericans |
| Any                  | Lloc                                  | Medalla           | Categoria         |
| -------------------- | ------------------------------------- | ----------------- | ----------------- |
| 2003                 | Santo Domingo ( República Dominicana) | 2                 | +78 kg            |
| Campionat Panamericà |                                       |                   |                   |
| Any                  | Lloc                                  | Medalla           | Categoria         |
| 2000                 | Orlando ( Estats Units)               | 3                 | +78 kg            |
| 2002                 | Santo Domingo ( República Dominicana) | 2                 | Oberta            |
| 2004                 | Illa de Margarita ( Veneçuela)        | 1                 | +78 kg            |
| 2004                 | Illa de Margarita ( Veneçuela)        | 1                 | Oberta            |
| 2006                 | Buenos Aires ( Argentina)             | 1                 | Oberta            |
| 2006                 | Buenos Aires ( Argentina)             | 2                 | +78 kg            |
| 2008                 | Miami ( Estats Units)                 | 2                 | +78 kg            |